# Michaił Sieriebriakow
Michaił Wasiljewicz Sieriebriakow (ros. Михаи́л Васи́льевич Серебряко́в, ur. 23 sierpnia?/4 września 1879 w Trościańcu, zm. 12 czerwca 1959 w Leningradzie) – radziecki historyk i filozof, doktor nauk historycznych, uhonorowany tytułem „Zasłużony Działacz Nauki RFSRR”.

## Życiorys
Po maturze w 1899 roku rozpoczął studia na Wydziale Prawa Uniwersytetu Charkowskiego, ale w grudniu tego samego roku został aresztowany za udział w RSDPR i działalność rewolucyjną, wskutek czego wydalono go z uniwersytetu. Gdy rewolucja 1905 roku zaczęła maleć, wstąpił na Wydział Prawa Uniwersytetu Petersburskiego, gdzie wśród jego profesorów byli Iłłarion Kaufman, Mychajło Tuhan-Baranowski, Józef Kuliszer, Wasilij Siergiejewicz, Władimir Swiatłowski. W 1911 roku obronił pracę dyplomową napisaną pod kierunkiem prof. Mychajła Tuhana-Baranowskiego. Po ukończeniu uniwersytetu został przyjęty w poczet członków Zarządu Towarzystwa Wzajemnego Kredytu w Carskim Siole.

## Publikacje
- Новое о Вильгельме Вейтлинге // Книга и революция. 1921. № 7;
- Фридрих Энгельс и литература // Книга и революция. 1921. № 10-11;
- Макс Штирнер перед судом наших современников // Записки научного общества марксистов. 1922. № 4;
- Фридрих Энгельс и младогегельянцы // Записки научного общества марксистов. 1922. № 4;
- Основные проблемы исторического материализма // Записки научного общества марксистов. 1927. № 8 (2), 1928. № 1(9), 2(10);
- Зомбарт и социологи // Известия ЛГУ. 1928. Т.1;
- Поэт Гервег и Маркс. Л., 1949;
- Из истории борьбы Маркса и Энгельса против мелкобуржуазных течений в 40-х гг. XIX века // Уч. зап. ЛГУ. № 168. Вып.5. Философия. 1955;
- Фридрих Энгельс в молодости. Л., 1958.